# نوباء أنيقة
نوباء أنيقة (الاسم العلمي:Alternaria elegans) هو نوع من الفطريات يتبع جنس النوباء من الفصيلة البوغيانية.